# José Luis Borbolla
José Luis Borbolla Chavarria (31 de enero de 1920 - 11 de febrero de 2001) fue el primer futbolista mexicano que jugó en el Real Madrid, ya que José Ramón Sauto Hurtado, aunque nació en México, tenía la nacionalidad española, y por ello siempre jugó como español en el club blanco.

## Trayectoria
Empezó su carrera en el Club de Fútbol Asturias, para continuar jugando en el Real Club España y el Club Deportivo Marte, todos ellos de México. Posteriormente pasó a jugar en la Primera División de España, siendo el primer extranjero en hacerlo una vez finalizada la Guerra Civil.[cita requerida]
En España jugó en el Deportivo de La Coruña, Real Madrid y Celta de Vigo. Tras su paso por España regresó a México, donde jugó en los Tiburones Rojos de Veracruz y el Club América, club donde se retiró y al que entrenó durante una temporada.
Tras su retiro del mundo del fútbol se convirtió en un empresario del sector textil.

## Selección nacional
Fue internacional con la Selección de fútbol de México.

### Participaciones en Copas del Mundo
| Mundial                        | Sede   | Resultado    |
| ------------------------------ | ------ | ------------ |
| Copa Mundial de Fútbol de 1950 | Brasil | Primera fase |

## Clubes
| Club                    | País   | Año       |
| ----------------------- | ------ | --------- |
| Club de Fútbol Asturias | México | 1938-1939 |
| Real Club España        | México | 1939-1942 |
| Club Deportivo Marte    | México | 1942-1944 |
| Real Madrid             | España | 1944-1945 |
| Deportivo de La Coruña  | España | 1945-1946 |
| Celta de Vigo           | España | 1946-1947 |
| Real Club España        | México | 1947-1948 |
| Veracruz                | México | 1948-1949 |
| Club América            | México | 1949-1951 |

## Estadísticas en el fútbol español
| Club                   | Temporada       | Liga  | Liga  |
| Club                   | Temporada       | Part. | Goles |
| ---------------------- | --------------- | ----- | ----- |
| Real Madrid            | 1944-45         | 5     | 1     |
| Deportivo de La Coruña | 1945-46         | 10    | 4     |
| Celta de Vigo          | 1946-47         | 11    | 3     |
| Total en España        | Total en España | 26    | 8     |